# Jean-François Jalkh
Jean-François Jalkh (ur. 23 maja 1957 w Tournan-en-Brie) – francuski polityk i samorządowiec, parlamentarzysta krajowy i europejski, jeden z liderów Frontu Narodowego.

## Życiorys
Urodził się w rodzinie pochodzenia libańskiego. W latach 1976–1980 studiował prawo na Université Paris-Panthéon-Assas. Z zawodu dziennikarz, pisał m.in. do „National-Hebdo”. W 1974 został członkiem skrajnie prawicowego Frontu Narodowego, w 1981 dołączył do komitetu centralnego partii, a rok później do biura politycznego. W latach 1986–1988 sprawował mandat posła do Zgromadzenia Narodowego VIII kadencji z departamentu Sekwana i Marna. Obejmował także szereg funkcji w samorządzie lokalnym i regionalnym. Był radnym miejskim w Melun (1989–1995, 2001–2008), radnym miejskim w Meaux (1995–2001), przez trzy kadencje radnym regionu Île-de-France (1992–2010), następnie w 2010 wybrany na radnego regionu Lotaryngia. Pozostał w ścisłym kierownictwie Frontu Narodowego, zajmował także w partii stanowiska m.in. sekretarza departamentu Sekwana i Marna, sekretarza krajowego ds. wyborów, sekretarza generalnego ds. organizacji kongresu. W 2012 został wybrany na jednego z wiceprzewodniczących ugrupowania, pozostał nim do 2018.
W 2014 Jean-François Jalkh uzyskał mandat deputowanego do Parlamentu Europejskiego VIII kadencji. W 2019 z powodzeniem ubiegał się o reelekcję.